# 長山真由美
長山 真由美（ながやま まゆみ、1987年1月31日 - ）は、日本の女性モデル、元レースクイーン。
栃木県出身。
オスカープロモーションに所属。

## 略歴・人物
- 2010年、同じ事務所の岸本千尋と共にSUPER GT「Mobil1 レースクイーン」を務める。
- テレビでは『シックスハンターII 〜最強魂への道のり〜』にレギュラー出演した他、『東京ガールズコレクションin沖縄』ではショーモデル出演した。
- 趣味はショッピング。特技はスノーボード。

## 出演

### テレビ
- シックスハンターII 〜最強魂への道のり〜（2010年、テレビ愛知） - レギュラー出演
- ネプリーグ（CX）
- SMAP×SMAP（CX）
- Shibuya Deep A（NHK）
- 魔女たちの22時（NTV）
- 相棒（EX）
- さんまのSUPERからくりTV（TBS）
- ためしてガッテン（NHK）
- 紅白歌合戦 番宣（NHK）
- 奇跡体験!アンビリバボー（CX）
- EXH～EXILE HOUSE～（TBS）
- IQQQ（BS朝日）
- ウンナンのラフな感じで。（TBS）
- ちい散歩（EX）
- エチカの鏡（CX）
- ロト6 スペシャルLIVE（TBS）
- ジャンクスポーツ（CX）
- たけしのニッポンのミカタ（TX）
- 世界は言葉でできている（CX）
- ひみつの嵐ちゃん!（TBS） - アシスタント（不定期出演）
- ウンナンのラフな感じで。（2009年、TBS） - アシスタント
- 第43回日本有線大賞（2010年11月18日、TBS）- 岸本千尋と共にアシスタントとして出演[1]
- カスペ!『今夜解禁!マジックのネタここまで見せるかSP』アシスタント（2012年3月13日、CX）
- 明石家サンタの史上最大のクリスマスプレゼントショー（2012年12月24日、CX） - アシスタント[2]
- POWER GAME ～パワーゲーム～（NHK BS）

### CM
- Noz 「髪をきがえる、夏篇」（2011年7月19日 - 10月19日）
- ROOTOTE（2011年11月20日 - 2012年5月20日）
- トリンプインターナショナル 「Shape Senathon Joy!篇」（2012年3月1日 - 2013年4月1日）
- 中央クリニック（2014年7月1日 - 2015年6月1日）

### スチール
- 角川クロスメディア 「ハイウェイウォーカー」
- JOMO（ジャパンエナジー）
- ユニバーサルスタジオ
- 東京都観光課
- 美容室「M SLASH」 ワールドダイレクトスタイル
- ヤ―マン
- pigeon哺乳瓶（2013年4月15日 - 2014年4月15日）
- 東罐興業70周年社誌（2013年3月1日 - 2014年2月1日）

### 雑誌
- 新美容出版 「Shinbiyo」
- デジタルカメラマガジン別冊「キャノンEOS 60D」
- Gakken 「CAPA特別編集 SONY α NEX-7 スーパーブック」
- SISTA-J 「THE SOLAR SYSTEM 2008-2009」

### ショー
- メルセデスベンツ presents 東京ガールズコレクション in Okinawa
- U AYA UETO DRESSES ジョイフル恵利ブライダルショー
- ムラサキスポーツ 水着ショー
- 百日草「紅の花」 着物ショー
- クラウディア ブライダルショー
- CP+ Nikon
- 東京オートサロン ブリヂストン
- タマリス ヘアショー
- 東京ゲームショウ GREE